# 1. deild karla 2002
Mùa giải 2002 của 1. deild karla là mùa giải thứ 48 của bóng đá hạng hai ở Iceland.

## Bảng xếp hạng
| Vị thứ | Đội            | Số trận | Thắng | Hòa | Thua | Bàn thắng | Bàn thua | Hiệu số | Điểm | Ghi chú                     |
| ------ | -------------- | ------- | ----- | --- | ---- | --------- | -------- | ------- | ---- | --------------------------- |
| 1      | Valur          | 18      | 12    | 3   | 3    | 34        | 12       | +22     | 39   | Thăng hạng Úrvalsdeild 2003 |
| 2      | Þróttur R.     | 18      | 10    | 3   | 5    | 40        | 21       | +19     | 33   | Thăng hạng Úrvalsdeild 2003 |
| 3      | Stjarnan       | 18      | 10    | 3   | 5    | 37        | 28       | +9      | 33   |                             |
| 4      | Afturelding    | 18      | 7     | 6   | 5    | 30        | 29       | +1      | 27   |                             |
| 5      | Víkingur R.    | 18      | 7     | 4   | 7    | 29        | 28       | +1      | 25   |                             |
| 6      | Haukar         | 18      | 6     | 6   | 6    | 26        | 22       | +4      | 24   |                             |
| 7      | Breiðablik     | 18      | 7     | 2   | 9    | 29        | 31       | -2      | 23   |                             |
| 8      | Leiftur/Dalvík | 18      | 4     | 6   | 8    | 25        | 34       | -9      | 18   |                             |
| 9      | ÍR             | 18      | 4     | 4   | 10   | 15        | 39       | -24     | 16   | Xuống hạng 2. deild 2003    |
| 10     | Sindri         | 18      | 3     | 3   | 12   | 14        | 35       | -21     | 12   | Xuống hạng 2. deild 2003    |

Ghi chú: Leiftur và Dalvík hợp nhất, dẫn đến việc Afturelding thăng hạng 1. deild karla sau mùa giải 2001.

## Danh sách ghi bàn
| Cầu thủ                   | Số bàn thắng | Đội bóng       |
| ------------------------- | ------------ | -------------- |
| Þorvaldur Már Guðmundsson | 12           | Afturelding    |
| Brynjar Sverrisson        | 11           | Þróttur R.     |
| Sævar Eyjólfsson          | 9            | Haukar         |
| Björgólfur Takefusa       | 8            | Þróttur R.     |
| Magnús Már Lúðvíksson     | 8            | Valur          |
| Sigurbjörn Hreiðarsson    | 8            | Valur          |
| Garðar Jóhannsson         | 7            | Stjarnan       |
| Ívar Sigurjónsson         | 7            | Breiðablik     |
| Þorleifur Árnason         | 7            | Leiftur/Dalvík |